# Sloanea
Sloanea es un género de plantas perteneciente a la familia Elaeocarpaceae. Comprende 251 especies descritas y de estas, solo 85 aceptadas.

## Descripción
Son árboles. Las hojas con nervaduras pinnada; y muy reticuladas. Peciolos con doble pulvinulos engrosados, flexionados hacia el ápice del peciolo, laminas glabras, borden dentado. Inflorescencias dicasios o racimos axilares (en las especies centroamericanas); corola ausente (en las especies centroamericanas); estambres insertos en la superficie del receptáculo, conectivo frecuentemente extendido más allá de las tecas (arista), tecas dehiscentes por 2 hendeduras laterales o poros apicales. Frutos cápsulas leñosas, loculicidas, frecuentemente armadas; semillas 1–numerosas por lóculo, elípticas o globosas, con un arilo carnoso, anaranjado, rojo o blanco, unido al extremo de la cálaza.
Con tamaño entre 30-45 metros de alto.

## Taxonomía
El género  fue descrito por Carlos Linneo y publicado en Species Plantarum 1: 512. 1753.

## Especies
Ver lista completa con sinónimos in The Plant List
| - Sloanea aberrans - Sloanea aculeata - Sloanea ahuatoso - Sloanea ampla - Sloanea amygdalina Griseb. - cresta de gallo (en Cuba) - Sloanea anacantha - Sloanea archboldiana - Sloanea arfakensis - Sloanea australis - Sloanea bathiei - Sloanea berteriana - Sloanea billardieri - Sloanea bolivarensis - Sloanea brachystyla - Sloanea brachytepala - Sloanea brassii - Sloanea brenesii - Sloanea brevipes - Sloanea brevispina - Sloanea calva - Sloanea caribaea - Sloanea carrenoi - Sloanea cataniapensis - Sloanea caudata - Sloanea cavicola - Sloanea celebica - Sloanea changii - Sloanea chingiana - Sloanea chocoana - Sloanea clemensiae - Sloanea cordifolia - Sloanea coriacea - Sloanea crassifolia - Sloanea cruenta - Sloanea curatellifolia Griseb., denominada en Cuba achiotillo - Sloanea dasycarpa - Sloanea davidsei - Sloanea dentata - Sloanea dubia - Sloanea duckei - Sloanea durissima - Sloanea dussii - Sloanea echinocarpa - Sloanea eichleri - Sloanea erismoides - Sloanea esmeraldana - Sloanea faginea - Sloanea fasciculata - Sloanea filiformis - Sloanea floribunda - Sloanea forbesii - Sloanea fragrans - Sloanea froesii - Sloanea garcia-cossioi - Sloanea garckeana - Sloanea geniculata - Sloanea glabra - Sloanea gladysiae - Sloanea gracilis - Sloanea grandezii - Sloanea grandiflora - Sloanea grandis - Sloanea granulosa - Sloanea grossa - Sloanea guapilensis - Sloanea guianensis - Sloanea gymnocarpa - Sloanea hainanensis - Sloanea haplopoda - Sloanea hatschbachii - Sloanea hemsleyana - Sloanea heteroneura - Sloanea ilicifolia - Sloanea insularis - Sloanea integrifolia - Sloanea jamaicensis - Sloanea javanica - Sloanea koghiensis - Sloanea kuhlmannii - Sloanea laevigata - Sloanea lamii - Sloanea lanceolata - Sloanea langii - Sloanea larensis - Sloanea lasiocarpa - Sloanea lasiocoma - Sloanea latifolia - Sloanea laurifolia - Sloanea laxiflora | - Sloanea ledermannii - Sloanea lepida - Sloanea leptocarpa - Sloanea longiaristata - Sloanea longisepala - Sloanea loquitoi - Sloanea macbrydei - Sloanea macrophylla - Sloanea magnifolia - Sloanea malayana - Sloanea medusula - Sloanea megacarpa - Sloanea megaphylla - Sloanea meianthera - Sloanea merevariensis - Sloanea mexicana - Sloanea micrantha - Sloanea monosperma - Sloanea montana - Sloanea multiflora - Sloanea myriandra - Sloanea nitida - Sloanea nymanii - Sloanea obtusifolia - Sloanea oxyacantha - Sloanea pacuritana - Sloanea papuana - Sloanea paradisearum - Sloanea parkinsonii - Sloanea parviflora - Sloanea parvifructa - Sloanea perbella - Sloanea petalata - Sloanea petenensis - Sloanea picapica - Sloanea pittieriana - Sloanea poilanei - Sloanea porphyrocarpa - Sloanea potsniroki - Sloanea pseudogranulosa - Sloanea pseudoverticillata - Sloanea pubescens - Sloanea pubiflora - Sloanea pulchra - Sloanea pullei - Sloanea pulleniana - Sloanea ramiflora - Sloanea raynaliana - Sloanea regelii - Sloanea retusa - Sloanea rhodantha - Sloanea robusta - Sloanea rojasiae - Sloanea rotundifolia - Sloanea rufa - Sloanea rugosa - Sloanea schippii - Sloanea schomburgkii - Sloanea schumannii - Sloanea shankii - Sloanea sigun - Sloanea sinemariensis - Sloanea sinensis - Sloanea sipapoana - Sloanea sogerensis - Sloanea spathulata - Sloanea speciosa - Sloanea sterculiacea - Sloanea steyermarkii - Sloanea stipitata - Sloanea streimannii - Sloanea suaveolens - Sloanea subpsilocarpa - Sloanea subsessilis - Sloanea synandra - Sloanea terniflora - Sloanea tieghemii - Sloanea tomentosa - Sloanea trichosticha - Sloanea tuerckheimii - Sloanea uniflora - Sloanea velutina - Sloanea venezuelana - Sloanea versteeghii - Sloanea woollsii - Sloanea wurdackii - Sloanea xichouensis - Sloanea zuliaensis |